# Brain Trust
Brain Trust —traducido al español "grupo de expertos"— es el nombre dado a un grupo de economistas, abogados, y académicos de gran renombre, que actuaron como consejeros del presidente estadounidense Franklin Delano Roosevelt desde antes de su candidatura en el año 1932, y también después de su ascenso a la Presidencia de los EE. UU. en enero de 1933, asesorando particularmente las políticas administrativas desarrolladas durante el New Deal para combatir la Gran Depresión.
El empleo de esta clase de asesores no era novedoso en la política estadounidense y ya el presidente Woodrow Wilson había empleado un equipo similar de expertos en septiembre de 1917 (llamado «The Inquiry») para analizar y preparar las bases de las negociaciones de paz al terminar la Primera Guerra Mundial. El concepto de «trust" como grupo económico se aplicó de igual forma a los académicos en tanto que diseñaban políticas de alcance nacional de forma concertada a un mismo fin, operando de modo similar a un trust económico. La analogía se aplicó prontamente a los asesores de Franklin D. Roosevelt más conocidos por el público, y que aconsejaban sobre la elaboración e implementación del New Deal.
Cabe mencionar que el Brain Trust nunca fue un equipo que se reunía concertadamente, y jamás se constituyó en cuerpo oficial de asesores presidenciales. De hecho, en ninguna ocasión los miembros del Brain Trust se reunieron como grupo único con Roosevelt, sino que estos consejeros mantenían un estrecho contacto personal con el presidente, asesorándolo por separado.
El primer grupo de Brain Trust estaba formado principalmente por profesores de Derecho de la Universidad de Columbia (Raymond Moley, Adolf Berle, y Rexford Tugwell), mientras que al reactivarse el New Deal en 1935 Roosevelt formó un segundo brain trust con profesores de derecho de la Universidad de Harvard (Benjamin V. Cohen, Thomas Gardiner Corcoran y Felix Frankfurter).
Otros miembros destacados del Brain Trust fueron Louis Howe, Basil O'Connor, Paul M. O'Leary, George Peek, Charles William Taussig, Hugh Samuel, y Frederick Palmer Weber.